# Kruithuisbokaal
De Kruithuisbokaal is een roeicompetitie voor Clubachten (Cl8+). De bokaal werd oorspronkelijk door de Delftse vereniging Proteus-Eretes aangeboden aan de snelste mannelijke en vrouwelijke acht. Deelnemende ploegen dienen minimaal zes wedstrijden te starten. De vijf beste resultaten tellen mee.
Sinds 2019 is de bokaal net als de andere competitie bokalen in beheer van de NSRF/KNRB Competitie Commissie Senioren.
in 2020 zouden de volgende wedstrijden in de bokaal opgenomen zijn:
- Heineken Roeivierkamp
- Head of the River Amstel
- Skøll Cup
- Proteus-Eretes in 't Lang
- Rottebokaal
- Okeanos Competitie Tweekamp
- Orca's Competitie Slotwedstrijden en Bedrijfsachtenregatta

De competitie van 2016 zag de toevoeging van de Rottebokaal en in 2020 is de Asopos Driekamp vervangen door de Okeanos Tweekamp.

## Winnaars
| Jaar | Dames          | Heren          |
| ---- | -------------- | -------------- |
| 1997 | Orca           | Amphitrite     |
| 1998 | Proteus-Eretes | Euros          |
| 1999 | Orca           | Skøll          |
| 2000 | Euros          | Skøll          |
| 2001 | Orca           | Skøll          |
| 2002 | Nereus         | Triton         |
| 2003 | Orca           | Cornelis Tromp |
| 2004 | Nereus         | Triton         |
| 2005 | Nereus         | Proteus-Eretes |
| 2006 | Gyas           | Cornelis Tromp |
| 2007 | Orca           | Nereus         |
| 2008 | Nereus         | Nereus         |
| 2009 | Orca           | Orca en Skøll  |
| 2010 | Orca           | Proteus-Eretes |
| 2011 | Triton         | Nereus         |
| 2012 | Nereus         | Nereus         |
| 2013 | Nereus         | Proteus-Eretes |
| 2014 | Laga           | Proteus-Eretes |
| 2015 | Nereus         | Orca           |
| 2016 | Laga           | Proteus-Eretes |
| 2017 | Nereus         | Nereus         |
| 2018 | Nereus         | Proteus-Eretes |
| 2019 | Proteus-Eretes | Phocas         |
| 2020 | Niet gehouden  | Niet gehouden  |
| 2021 | Niet gehouden  | Niet gehouden  |
| 2022 | Orca           | Nereus         |
| 2023 | Gyas           | Proteus-Eretes |
| 2024 | Nereus         | Gyas           |